# فرن کاربهتر
فرن کاربهتر (انگلیسی: Fran Carnicer؛ زادهٔ ۳۰ مارس ۱۹۹۱) بازیکن فوتبال اهل اسپانیا است.
از باشگاه‌هایی که در آن بازی کرده‌است می‌توان به باشگاه فوتبال رئال مورسیا و باشگاه فوتبال میراندس اشاره کرد.